# Michèle Roberts
Michèle Brigitte Roberts (Bushey, 20 maggio 1949) è una scrittrice e poetessa inglese. Nata da madre francese cattolica e da padre inglese protestante, possiede la doppia nazionalità. Attualmente vive tra Londra e   Mayenne.

## Biografia
Cresciuta a Edgware, nel Middlesex, la Roberts viene istruita in un convento, con l'obiettivo di diventare suora. Successivamente, si trasferisce al Somerville College
di Oxford, dove si allontana dal Cattolicesimo. Studia, inoltre, all'University College di Londra per diventare bibliotecaria. In seguito, in questa veste trascorre un periodo di lavoro al British Council di Bangkok (Thailandia) tra il 1973 e il 1974.
All'inizio degli anni '70 si avvicina al Movimento di Liberazione Femminile e crea un collettivo di scrittrici insieme a Sara Maitland, Michelene Wandor e Zoe Fairbains. Diventa editor di poesia, prima presso la rivista femminista
Spare Rib (1975-1977), poi presso la rivista City Limits (1981-1982).
Pubblica il suo primo romanzo, A Piece of the Night, nel 1978. A questo seguono molti altri, tra i quali il più famoso è Daughters of the House (1992), vincitore del W. H. Smith Literary Award e finalista al Booker Price.
Nel 1992 è Visiting Professor di Scrittura Creativa presso la Nottingham Trent University, dov'è tuttora ricercatrice. Nel 1999 viene eletta membro della Royal Society of Literature. L'anno seguente, per volontà del governo francese, diventa Chevalier de l'Ordre des arts et des lettres, mentre, a causa delle sue posizioni politiche repubblicane, rifiuta di far parte dell'Order of the British Empire.

## Opere

### Saggi
- Food, Sex & God: on Inspiration and Writing, Virago, 1988

### Romanzi
- A Piece of the Night,Women's Press, 1978
- The Visitation, Women's Press, 1978
- The Wild Girl (conosciuto anche come The Secret Gospel of Mary Magdalene), Methuen, 1984
- The Book of Mrs Noah, Methuen, 1987
- In the Red Kitchen, Methuen, 1990
- Psyche and the Hurricane, Methuen, 1991
- Daughters of the House, Virago and Morrow, 1992 (trad. italiana: Figlie della casa, Luciana Tufani Editrice, Ferrara, 1999)
- During Mother's Absence, Virago, 1992
- Flesh & Blood, Virago, 1994
- Impossible Saints. Hopewell, Ecco Press, 1998 (trad.italiana: Sante impossibili, Luciana Tufani Editrice, Ferrara, 2001)
- Fair Exchange, Little, Brown, 1999 (trad. italiana: Lo scambio, Luciana Tufani Editrice, Ferrara, 2000)
- The Looking Glass, Little, Brown, 2000
- The Mistressclass, Little, Brown, 2002
- Reader, I Married Him, Little, Brown, 2006
- Ignorance, Bloomsbury Publishing, 2012

### Poesie
- The Mirror of the Mother, Methuen, 1986
- Psyche and the Hurricane, Methuen, 1991
- All the Selves I Was, Virago, 1995

### Racconti
- Your Shoes, 1991
- During Mother's Absence, Virago, 1993
- Playing Sardines, Virago, 2001
- Mud: Stories of Sex and Love, Virago, 2010